# Amber Rayne
Amber Rayne, artiestennaam van Meghan Elizabeth Wren (Detroit, 19 september 1984 – Santa Monica, 2 april 2016), was een Amerikaanse pornoactrice. Ze behaalde een bachelor in theater met bijvak kunstgeschiedenis aan de Universiteit van Californië in Los Angeles en speelde kleine rolletjes in mainstreamfilms voordat ze in 2005 overstapte naar de porno-industrie.
Nadat ze was genezen van non-hodgkinlymfoom voerde ze actie voor fondsen om deze ziekte te bestrijden. Over haar doodsoorzaak op 31-jarige leeftijd moest een autopsie uitsluitsel geven. Eind juni 2016 verklaarde de lijkschouwer dat ze was overleden als gevolg van een onopzettelijke overdosis cocaïne.

## Filmografie
Tot het moment van haar overlijden verscheen Rayne in 517 films, waaronder de volgende.
- 2006: Service Animals 23
- 2007: Girlvana 3
- 2008: Night of the Giving Head
- 2009: The 8th Day
- 2011: Rezervoir Doggs

## Onderscheidingen en nominaties
- 2007: AVN Award - Nominatie - Most Outrageous Sex Scene
- 2008: AVN Award – Nominatie - Unsung Starlet of the Year
- 2009: AVN Award – Nominatie - Best All-Girl 3-Way Sex Scene
- 2009: AVN Award – Nominatie - Best All-Girl Group Sex Scene
- 2009: AVN Award – Nominatie - Best Threeway Sex Scene
- 2009: AVN Award – Winnaar - Unsung Starlet of the Year[5]
- 2009: XRCO Award – Winnaar - Unsung Siren[6]
- 2010: AVN Award – Nominatie - Best All-Girl Group Sex Scene - Big Toy Orgy
- 2010: AVN Award – Nominatie - Best All-Girl Group Sex Scene - The Violation of Kylie Ireland
- 2010: AVN Award – Nominatie - Best Group Sex Scene - The 8th Day
- 2010: AVN Award – Nominatie - Best Supporting Actress - The 8th Day
- 2010: AVN Award – Nominatie - Female Performer of the Year
- 2010: AVN Award – Nominatie - Most Outrageous Sex Scene - Deep Anal Abyss 2